# Slayer
Slayer est un groupe de thrash metal américain, originaire de Huntington Park, en Californie. Le groupe est formé en 1981 par les guitaristes Jeff Hanneman et Kerry King. Slayer est connu pour être l'un des groupes leaders du mouvement thrash metal, avec la sortie en 1986 de Reign in Blood, nommé « le meilleur album heavy de tous les temps avec Master of Puppets de Metallica » par Kerrang. Le groupe est considéré comme l'un des « Big Four » des groupes de thrash metal avec Megadeth, Anthrax et Metallica. Le 22 janvier 2018, les membres annoncent la fin du groupe avec une tournée d'adieu prévue.
Slayer est connu pour son style musical particulier, y compris pour les tremolo picking, les solos, la double grosse caisse et le chant hurlé. Les chansons du groupe et ses pochettes, basées sur des sujets tels que les tueurs en série, le satanisme, la religion, la guerre et la politique, ont entrainé des censures, des retards, des procès et de fortes critiques de la part des groupes religieux et du public. Depuis son premier enregistrement en 1983, le groupe recense deux albums live, un coffret CD, et onze albums studio (dont un album de reprises), et a vendu 35 millions de disques dans le monde. Le groupe est nommé deux fois aux Grammy Awards et est récompensé en 2007 pour leur chanson Eyes of the Insane, et en 2008 pour la chanson Final Six.
Slayer annonce une tournée d'adieu qui se déroule en 2018 et 2019, après quoi le groupe confirme son démantèlement. Son concert d'adieu se tient le 30 novembre 2019 à Los Angeles.

## Biographie

### Débuts (1981–1982)
Slayer se forme en 1981, lorsque le guitariste Kerry King rencontre Jeff Hanneman lors d'une audition pour un groupe. Les deux recrutent le bassiste/chanteur Tom Araya, qui avait déjà joué avec King dans un groupe nommé Quits, et le batteur Dave Lombardo, qui rencontre King en lui livrant une pizza. Le groupe commence à jouer différentes reprises des chansons d'Iron Maiden et Judas Priest dans des clubs et des fêtes dans le sud de la Californie. Les premiers shows font référence à l'imagerie satanique avec des pentagrammes, du maquillage et des croix inversées.
En 1982, Slayer enregistre sa première démo — une répétition — avec les chansons Fight Till Death, Black Magic, et The Antichrist. La démo est largement diffusée dans le milieu underground, le groupe se voit offrir l'ouverture du groupe Bitch au Woodstock Club à Los Angeles. Alors qu'ils jouent Phantom of the Opera (Iron Maiden), le groupe est découvert par Brian Slagel, un ancien critique de musique qui a récemment fondé Metal Blade Records. Slayer enregistre un inédit du groupe Aggressive Perfector qui paraît sur la compilation Metal Massacre III, sortie en juillet 1983. Ayant eu beaucoup de succès, Slagel fait signer le groupe sur un label.

### Show No Mercy(1983–1984)
Sans un budget d'enregistrement, le groupe est forcé d'autofinancer l'album. Combinant les économies d'Araya, qui était employé comme thérapeute respiratoire, et l'argent emprunté au père de King, le groupe entre alors en studio en novembre 1983. L'album est enregistré rapidement, en trois semaines toutes les chansons sont achevées. Show No Mercy, qui sort en décembre 1983 par Metal Blade Records, fait gagner au groupe une popularité underground, qui commence sa première tournée nationale dans des clubs en 1984 pour promouvoir l'album en voyageant avec la voiture d'Araya et une remorque. La tournée donne au groupe encore plus de popularité ; le groupe vend un peu plus de 20 000 exemplaires de Show No Mercy aux États-Unis, auxquels s'ajoutent 20 000 autres exemplaires vendus à travers le monde. Les paroles des chansons de Show No Mercy évoquent le satanisme, l'enfer et le démon.
En août 1984, Slayer sort un EP de trois chansons, nommé Haunting the Chapel. L'EP a un style plus noir, plus thrash par rapport à son prédécesseur. La chanson d'ouverture, Chemical Warfare devient un passage obligé dans les lives : la chanson est jouée à presque tous les concerts du groupe depuis 1984. Après la sortie de Haunting the Chapel, Slayer donne ses premiers concerts européens au Heavy Sounds Festival en Belgique ouvrant pour le groupe UFO, puis revient aux États-Unis pour commencer la tournée Haunting the West Coast. Durant la tournée, King quitte temporairement Slayer pour rejoindre le nouveau groupe de Dave Mustaine, Megadeth. Hanneman est inquiet de la décision de King, et déclare à ce propos « Je suppose que nous allons avoir un nouveau guitariste. » Alors que Mustaine voulait que King reste dans Megadeth en tant que membre permanent, ce dernier retourne chez Slayer après cinq shows, déclarant que le groupe « demandait trop de [son] temps. La séparation provoque une rupture entre King et Mustaine qui a évolué en querelle entre les deux groupes. » Après le retour de King dans le groupe, le groupe s'embarque pour le 1984 Combat Tour, avec Venom et Exodus, et réalise un album live, Live Undead, en novembre.

### Hell Awaits(1985–1986)
Slayer sort son premier live vidéo en 1985, Combat Tour: The Ultimate Revenge. La vidéo est une vidéo live filmée à New York au Studio 54 club lors de la tournée du groupe en 1984 avec Venom et Exodus. Au début de l'année 1985, Show No Mercy est vendu au nombre de 40 000 exemplaires, ce qui conduit le groupe à retourner en studio pour enregistrer un second album. Metal Blade a fourni cette fois un budget d'enregistrement, qui a permis au groupe d'embaucher le producteur Ron Fair. Sorti en septembre 1985, le second album de Slayer Hell Awaits a un style ténébreux encore plus prononcé sur Haunting the Chapel, avec l'enfer et Satan comme sujet pour les paroles des chansons de l'album. L'album est l'un des plus progressifs du groupe, avec des chansons aux structures plus longues et beaucoup plus complexes. L'intro est en fait un enregistrement passé à l'envers d'une voix aux sonorités démoniaques qui répète « Join us » de Welcome Back après que la chanson commence.

### Reign in Blood(1986–1987)
À la suite du succès de Hell Awaits, Slayer obtient un contrat d'enregistrement avec le nouveau label fondé par Russell Simmons et Rick Rubin : Def Jam Records, un label de hip-hop. Le groupe accepte et avec un producteur expérimenté et un label avec un budget d'enregistrement, le groupe subit une refonte sonore résultant en chansons courtes, rapides avec une meilleure production. Fini les arrangements complexes et longues chansons de Hell Awaits, le groupe est largement influencé par les structures des chansons hardcore. Le distributeur de Def Jam, Columbia Records, refuse de sortir Reign in Blood la rumeur prétendit que ce fut à cause de sa couverture et des paroles mais Tom Araya expliquera que c'était à cause de la chanson Angel of Death qui détaille les camps de concentration de l'Holocauste et des expérimentations humaines conduites par Josef Mengele. L'album est alors distribué par Geffen Records le 7 octobre 1986. Toutefois, en raison de la controverse, Reign in Blood n'est pas apparu sur le planning des sorties de Geffen Records. Bien que l'album ne passe pas à la radio, c'est le premier du groupe à entrer dans le Billboard 200 en arrivant à la 94e place du classement et le premier album du groupe à être disque d'or aux États-Unis. 
En octobre 1986, Slayer entame la tournée mondiale Reign In Pain, avec Overkill aux États-Unis, et Malice en Europe. Le groupe joue en première partie de la tournée américaine de W.A.S.P., mais un mois après, le batteur Dave Lombardo quitte le groupe : « Je ne me faisais pas d’argent. Je voulais qu’on fasse cela professionnellement, sur une major, je voulais que mon loyer et autres soient payés. » Pour continuer la tournée, Slayer recrute Tony Scaglione de Whiplash. La femme de Lombardo réussit à convaincre Lombardo de revenir dans Slayer en 1987. Sur les conseils de Rubin, Slayer enregistre une reprise de la chanson In-A-Gadda-Da-Vida d'Iron Butterfly pour le film Less Than Zero. Bien que le groupe n’était pas convaincu du résultat final, Hanneman jugeant que c’est une pauvre représentation de Slayer et King la classant comme « un bloc de merde », c’était une de leurs premières chansons à bénéficier d’un passage en radio.

### South of HeavenetSeasons in the Abyss(1988–1993)
Slayer retourne en studio pour enregistrer son quatrième album. Pour contraster avec les chansons rapides de Reign in Blood, le groupe décide consciemment de ralentir le tempo et d’incorporer des vocaux plus mélodieux, et les hurlements se font plus rares. Hanneman affirme : « On savait qu’on ne pourrait pas faire aussi bien que Reign in Blood, alors nous avons ralenti. On savait que ce qu’on allait faire serait comparé à cet album, et je me souviens qu’on avait discuté quant au fait de ralentir. C’était étrange, on n'avait jamais fait ça sur un album, avant ou après. » Sorti en 1988, South of Heaven reçoit divers avis des fans du groupe et des critiques, bien que ce fut la meilleure sortie commerciale de Slayer à l’époque, arrivant à la 57e place du Billboard 200, et le second album du groupe à recevoir la distinction de disque d'or. Les avis de la presse quant à l’album divergent, avec le AllMusic citant l’album comme « inquiétant et puissant », et Rolling Stone le désignant comme un « radotage satanique. » King dit à son propos que « cet album fut ma performance la plus sombre. »
Slayer retourne en studio avec le coproducteur Andy Wallace en 1989, pour enregistrer leur cinquième album studio. À la suite de la réaction créée par South of Heaven, Slayer revient à la « vitesse de Reign in Blood », en ayant ajouté un nouveau sens mélodique. Seasons in the Abyss, sorti en octobre 1990, était le premier album de Slayer à sortir sur le nouveau label de Rick Rubin, Def American (car lui et l'autre créateur de Def Jam, Russell Simmons, prirent des chemins différents pour cause de divergences musicales). L'album entre à la 44e place du Billboard 200, et est certifié disque d'or en 1992. Un clip de la chanson éponyme du disque - le second du groupe - est tourné devant les pyramides de Gizeh en Égypte avant la guerre du Golfe. Slayer recommence le cycle des tournées en septembre 1990 à la tête d'affiche de la tournée européenne Clash of the Titans avec Megadeth, Suicidal Tendencies et Testament. Avec le thrash arrivé à son pic de popularité, la tournée est prolongée jusqu'en mai 1991, avec Megadeth, Anthrax et Alice in Chains en ouverture. Le groupe réalise un double album live, Decade of Aggression en 1991, pour célébrer ses 10 ans d'existence. La compilation rentre en 55e place du Billboard 200. En mai 1992, Lombardo quitte le groupe à cause de conflits avec les différents membres du groupe, car sa femme ne pouvait pas le suivre durant la tournée. Lombardo forme son propre groupe Grip Inc., avec le guitariste de Voodoocult, Waldemar Sorychta, et Slayer recrute Paul Bostaph (ancien batteur de Forbidden) pour prendre sa place. Le groupe fait ses premiers live avec Bostaph au festival Monsters of Rock de Donington en 1992. Le premier effort studio de Bostaph est un medley des chansons de The Exploited intitulées War, UK '82, et Disorder avec Ice-T pour la bande originale de La Nuit du Jugement en 1993.

### Années 1990 et années 2000
Il faut attendre 1994 et l'album Divine Intervention, toujours produit par Rick Rubin, pour assister au retour de Slayer. Avec cet album, le groupe modernise son approche de la production mais c'est également à partir de ce dernier que la division des fans va s'amorcer, certains reprochant au groupe de ne plus évoluer et de rester sur ses acquis. Ce disque relance également la polémique, à cause du morceau SS-3 évoquant à nouveau les atrocités nazies. En 1996 est enregistré Undisputed Attitude, une suite d'interprétations de morceaux punk témoignant de leurs influences. Malgré sa radicalité ce disque est le plus mal-aimé des albums de Slayer, de par sa nature très marginale dans la discographie du groupe. Sur Diabolus in Musica (1998), le groupe incorpore des éléments de hardcore à sa musique : tentative de modernisation alors que le public américain est en pleine vague de nu metal, nouveau son, nouvelle approche essentiellement due à Jeff Hanneman, principal compositeur de cet album génial pour les uns, impropre à Slayer pour les autres.
La sortie de God Hates Us All  a lieu, par un malheureux coup du destin, le 11 septembre 2001. Cet album se veut le plus brut possible, la mélodie étant inexistante et les morceaux se voulant plus violents. Une tournée européenne importante, la tournée Tattoo the Planet avec Pantera, Static-X, Cradle of Filth, Biohazard et Vision of Disorder, devait commencer le 13 septembre à Londres, mais elle fut sérieusement compromise à cause des attentats du World Trade Center, toutes les premières parties, sauf Cradle of Filth, ayant décidé d'annuler leur participation. Finalement, la tournée a bien eu lieu, seuls les concerts au Royaume-Uni ayant été reprogrammés pour le mois d'octobre. Le 25 novembre 2003, sort Soundtrack to the Apocalypse, une compilation de 74 titres sur 4 CD.  Slayer est à l'origine d'une tournée mondiale qui regroupe plusieurs groupes chaque année sur les routes d'Amérique et d'Europe: The Unholy Alliance Tour. Le 8 août 2006 est sorti le dixième album studio de Slayer : Christ Illusion, qui marque également le retour de Dave Lombardo dans le groupe. Cet album présente les influences de Slayer à l'époque de Reign in Blood et de Seasons in the Abyss, mélangées à celles de God Hates Us All. L'accueil du public est très partagé : retour aux sources pour certains, redite des vieux albums pour d'autres. Le nouvel album prévu pour octobre 2009, World Painted Blood, est annoncé par Dave Lombardo comme « se rapprochant de Seasons In The Abyss ».

### Changements de formation (2011–2014)

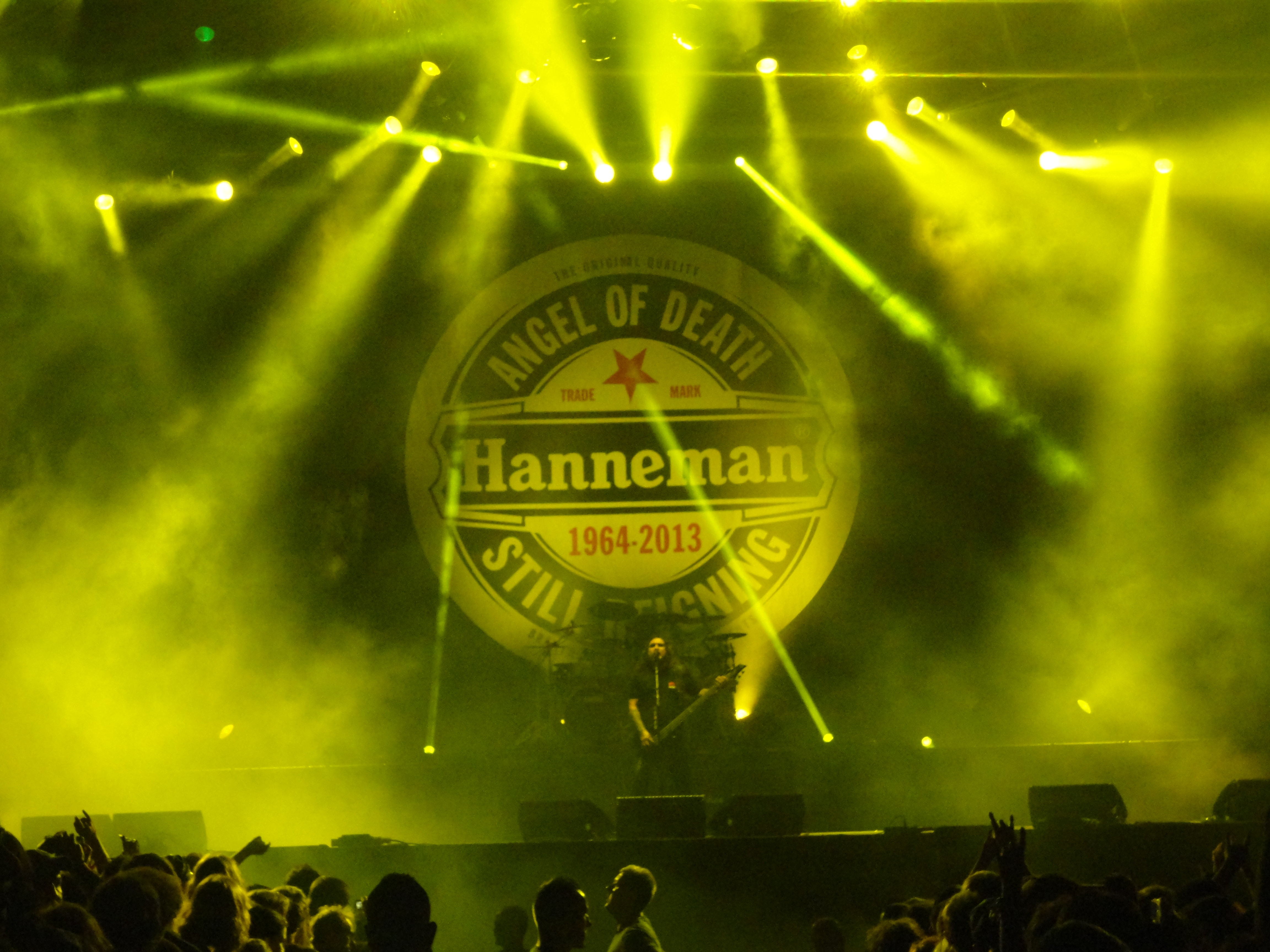
Slayer au Sonisphere Festival 2013.

Début 2011, Hanneman contracte une fasciite nécrosante à cause d'une piqûre d'insecte ; d'après le groupe, les médecins ont indiqué que cela serait dû à une morsure d'araignée. Araya prévient que Jeff est sérieusement atteint. En mai 2011, Dave Lombardo annonce la sortie d'un nouvel album. Cependant, Tom Araya prévient que Slayer ne démarrera pas l'enregistrement de ce nouvel album avant que Jeff Hanneman ne se soit rétabli. Le 21 novembre 2011, Dave Lombardo poste un tweet disant que le groupe commence l'enregistrement. Cela signifierait que Jeff Hanneman s'est rétabli et que son état lui permet de jouer à nouveau au studio. Kerry travaillait entretemps avec Dave cette année et ils avaient terminé trois chansons. Le groupe planifie de rentrer à nouveau au studio entre mars et avril 2012 et espère achever son album avant leur tournée américaine en été. Cependant, d'après King, l'album ne sera pas terminé avant septembre ou octobre 2012, ce qui reporterait donc sa date de parution à début 2013. En juillet 2012, Kerry King révèle deux nouvelles chansons à venir présentées sur l'album : Chasing Death et Implode. Le 7 octobre 2011 marque le 25e anniversaire du troisième album du groupe, Reign In Blood. Pour fêter ça, le groupe joue Reign In Blood au festival All Tomorrow's Parties, au Alexandra Palace, de Londres,. Slayer joue son premier concert en Inde en octobre 2012.
En février 2013, Dave Lombardo est renvoyé du Soundwave Festival australien à la suite d'une dispute avec les autres membres. Lombardo quitte Slayer pour la troisième fois en mai; le batteur Paul Bostaph rejoint le groupe. Le 2 mai 2013, le guitariste Jeff Hanneman décède à l'hôpital de Los Angeles, ; la cause du décès serait une cirrhose liée à la consommation excessive d'alcool. Kerry King confirme son intention de continuer dans la musique et que « Jeff restera à jamais dans nos pensées. On ne peut malheureusement rien faire lorsque ce genre de choses arrive. Mais nous continuerons - il sera toujours dans nos cœurs. » Cependant, Araya est incertain de l'avenir du groupe : « Après 30 ans [aux côtés de Hanneman], ça pourrait se terminer. » ; et doute que les fans de Slayer puissent accepter un tel changement. Malgré tous ces doutes, le groupe conçoit l'idée de composer un onzième album. L'album contient des morceaux composés par Hanneman avant sa mort.

### Repentless(2015)
Il s'agit du 11e album du groupe, sorti le 11 septembre 2015 sous le label Nuclear Blast. Composé de 12 titres il dure 42 min. Découlant de cet album, trois clips vidéos voient le jour, un pour Repentless, un pour You Against You et un pour Pride in Prejudice.

### Possible nouvel album et tournée d'adieu (2016–2019)
En août 2016, Kerry King annonce que le groupe a déjà enregistré plusieurs nouveaux morceaux pour un album. Cependant, concernant l'enregistrement concret d'un nouvel album, Slayer décide de ne pas entrer en studio avant au moins 2018. Lors d'une interview conduite en octobre sur le podcast de Jamey Jasta, chanteur de Hatebreed, King explique qu'il est d'accord pour faire participer le guitariste Gary Holt pour la composition du prochain album de Slayer.
En juin 2017, Gary Holt confirme sa participation à la composition de l'album. Concernant la potentielle sortie d'un futur album, King explique : « ça dépend des tournées — et du temps pour répéter et de faire des trucs nouveaux. On n'a même pas encore joué en Australie. On jouera finalement au Japon à la fin de l'année bientôt. Mais si tout se passe bien, il y aura aucun souci pour les sessions. Mais notre formation change tout le temps. » Le 22 janvier 2018, Slayer annonce une tournée d'adieu, et seront soutenus par Lamb of God, Anthrax, Behemoth et Testament.
En été 2019, Slayer jouent leurs derniers concerts en Europe et annoncent les dates des concerts de leur tournée en Amérique, qui sera leur dernière.

## Influence

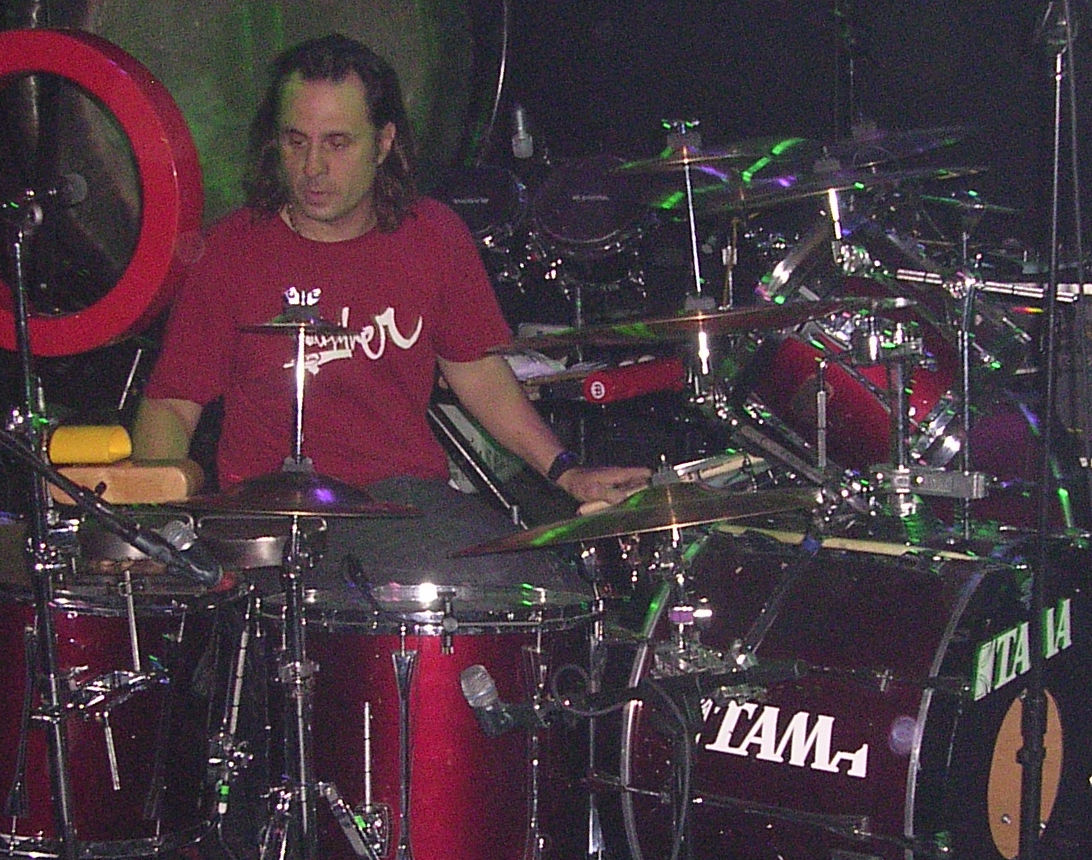
La rapidité et l'agressivité de Dave Lombardo lui valent le titre de parrain de la double grosse caisse décerné par Drummerworld.

Slayer est l’un des groupes appelés les « big four » : les quatre groupes de thrash metal considérés par le public général et la presse spécialisée comme étant les plus influents, avec Megadeth, Anthrax et Metallica. Tous connaissent le succès au début des années 1980. Ces quatre groupes ont une énorme influence sur les scènes thrash et death metal. MTV classe Slayer sixième plus grand groupe de metal de tous les temps, expliquant que « la musique de Slayer est directement à l’origine du death metal. »Slayer a, de plus, été classé numéro 50 dans le classement des plus grands artistes de Hard rock. Jeff Hanneman et Kerry King les classent dixième dans le Top 100 des plus grands guitaristes de metal, fait par le magazine Guitar World en 2004 et sont élus « meilleur duo de guitaristes » par les lecteurs du magazine Revolver. Dave Lombardo, quant à lui est « meilleur batteur », et le groupe est même dans le top 5 des plus grands groupes de tous les temps, est « meilleur groupe live » et remporte un prix dans la catégorie « meilleur album de l’année » (pour Christ Illusion), et de « groupe de l'année ».
Reign in Blood, sorti en 1986, a une influence dès sa sortie sur les groupes de thrash metal extrêmes. Il se voit décerner les titres de « album le plus « heavy » de tous les temps » par le magazine Kerrang!, de « créateur de genre » par Stylus Magazine, et de « classique dès sa sortie » par AllMusic. En 2006, il reçoit le titre de meilleur album metal de ces 20 dernières années, décerné par le magazine Metal Hammer. Richard Christy, du groupe Death, est époustouflé par la performance de Lombardo sur l'album Reign in Blood, tout comme Paul Mazurkiewicz de Cannibal Corpse.
Le batteur Dave Lombardo a influencé de nombreux batteurs de groupes actuels comme Raymond Herrera de Fear Factory, Pete Sandoval, de Morbid Angel, Adrian Erlandsson de Cradle of Filth, et Max Kolesne de Krisiun. Patrick Grün, du groupe Caliban décide, quant à lui, de jouer de la batterie grâce à Lombardo et Jason Bittner de Shadows Fall utilise la double grosse caisse lorsqu'il commence sa carrière toujours grâce à l'influence de Lombardo.
Les groupes qui ont principalement été influencés par Slayer incluent : Gojira, Pantera, Slipknot, Machine Head, Mayhem, Darkthrone, System of a Down, Lamb of God, Behemoth, Evile, Avenged Sevenfold et Lacuna Coil.

## Style musical

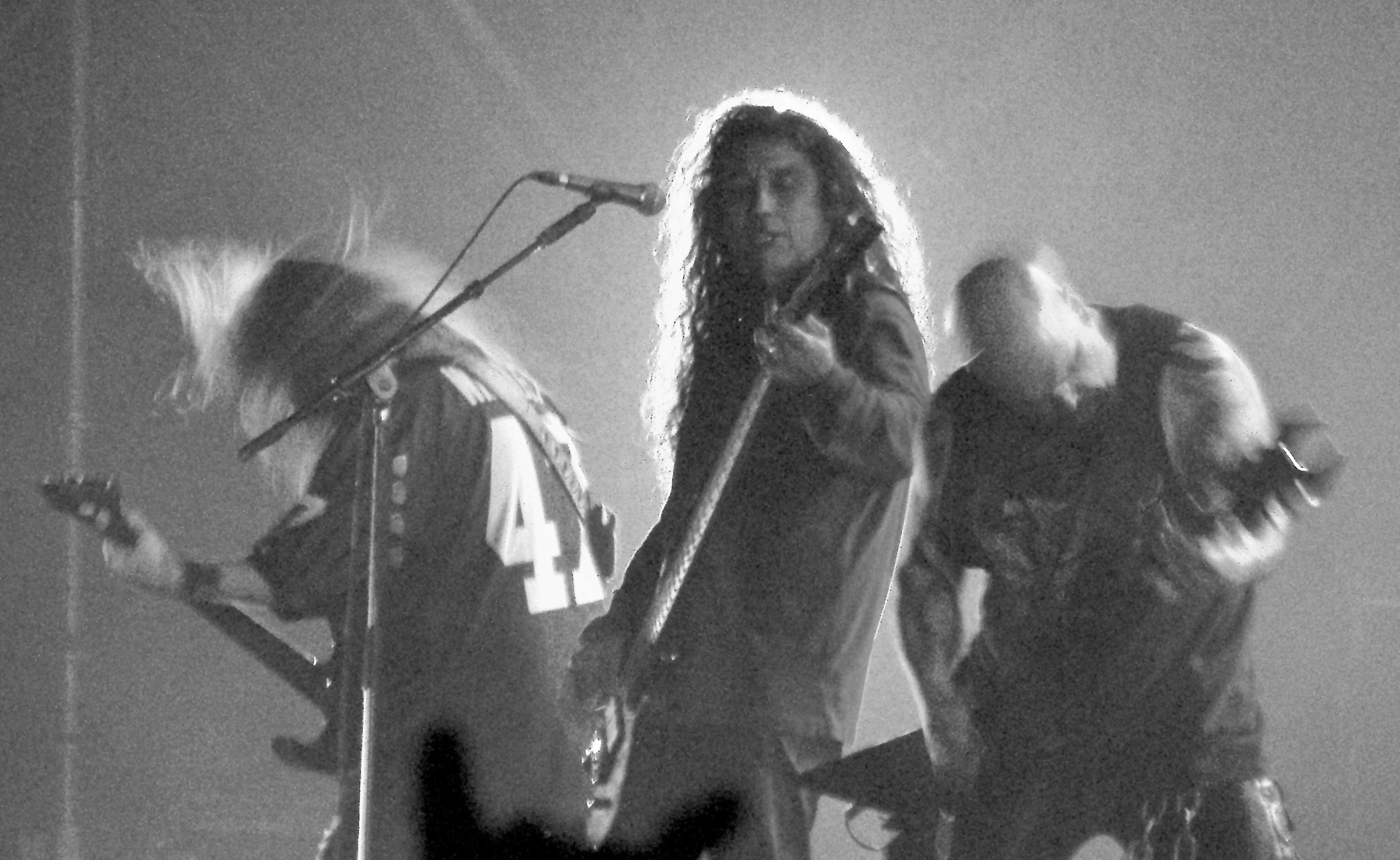
Hanneman, Araya et King sont les principaux rédacteurs des paroles du groupe.

Leurs premiers albums sont salués pour leur « vitesse époustouflante et les prouesses instrumentales », combinant les tempos du punk hardcore et du speed metal. L’album Reign in Blood est le plus rapide, avec des rythmes de batterie atteignant les 250 BPM. L’album Diabolus in Musica est le premier avec une guitare accordée en Drop D, God Hates Us All le premier en réglage drop B, faisant intervenir des guitares à sept cordes. Le site AllMusic explique de l’album qu’il « abandonnait l’extravagance et l’accessibilité de leur travail de la fin des années 1980-début 1990, et retournait à une approche plus brute, » que certains fans qualifièrent de nu metal.
Les solos de guitare de Jeff Hanneman et King ont été qualifiés de « sauvagement chaotiques », et « génialement tourmentés. »  Le batteur Dave Lombardo, quant à lui, utilise la double grosse caisse, au lieu de la double pédale. Sa rapidité et son agressivité lui ont valu le titre de « parrain de la double grosse caisse » décerné par Drummerworld. Il utilise, pour la double grosse caisse, la technique du « heel-up. »

## Querelles
En 2007, Araya et King ont maille à partir avec Dave Mustaine de Megadeth. Tout commence alors que Mustaine tente de convaincre King de rester avec Megadeth plutôt qu’avec Slayer. Mustaine avance à Araya qu’il avait aimé quand celui-ci lui avait « sucé la bite » en 1991 pendant la tournée Clash of the Titans. Araya dément l’avoir qualifié d'homosexuel. Depuis cette querelle, King fustigea Mustaine dans de nombreuses interviews, le traitant de « suceur de bites » (cocksucker en anglais) en notant que « tout le monde le hait » et qu’il réagit comme un « dictateur. » Dans Guitar World, King dit l’avoir « admiré jusqu’à ce jour », mais seulement en tant que guitariste, même s’il considère Mustaine comme un « hypocrite ». Cependant, les relations entre ces deux hommes semblent s'être améliorées, puisqu'en 2009 leurs groupes respectifs se partagent plusieurs tournées et partent ensemble avec Metallica et Anthrax, pour la toute première tournée des big four durant l'année 2010.
Les relations entre Machine Head et Slayer se sont également détériorées lorsque King les a traités de « vendus » après la sortie en 2001 de Supercharger. King continue à critiquer le groupe, en disant notamment qu'« ils sont responsables du rap metal », qu'« ils m’ont trompé quand je pensais qu’ils faisaient du metal » et qu’« ils n’ont plus d’intégrité. » Robb Flynn de Machine Head précise que King ne les avait pas provoqués et que ces affirmations venaient de nulle part. Flynn, qui par le passé était fan de Kerry King, réfute en disant : « Oh, monsieur, la vidéo de Sum 41 a plus d’intégrité !? Merde ?! » après l'apparition de Kerry King dans le clip What We're All About de Sum 41. Il dit également de King qu'il a « mangé tellement de cheeseburgers que son cerveau a commencé à se boucher. »

## Controverses
Slayer est accusé d’avoir de la sympathie pour les Nazis, du fait de la ressemblance du logo du groupe avec le signe SS appliqué sur les guitares des musiciens, à leur fan-club dénommé Slaytanic wehrmacht et à cause des paroles de la chanson Angel of Death. Les paroles de Angel of Death sont inspirées par les actes de Josef Mengele, le médecin ayant conduit les expérimentations sur des êtres humains durant la Seconde Guerre mondiale à Auschwitz, et qui est surnommé « l'Ange de la Mort ». Durant leur carrière, les membres du groupe ont été interrogés à de multiples reprises sur ces accusations, et ont déclaré qu’ils ne cautionnaient pas le nazisme. Le guitariste Jeff Hanneman s'est notamment défendu de ces accusations en insistant sur le fait qu'il n'y a pas besoin qu'une chanson le dise explicitement pour savoir que les actes de Mengele sont atroces et condamnables.
La reprise de Minor Threat, intitulé Guilty of Being White, (« coupable d’être blanc ») soulève la question d’une hypothétique apologie de la suprématie blanche par le groupe. La controverse entoure la reprise dans laquelle le refrain « guilty of being white » est changé en « guilty of being right », à la fin de la chanson. Cette situation irrite le chanteur de Minor Threat, Ian MacKaye, qui déclare : « C’est une offense envers moi. »
Lorsqu'on lui demande, dans une interview de 2004 : « Les personnes vous critiquant ont-elles réalisé que vous faisiez de la parodie ? », Araya répond : « Non les gens croyaient que nous étions sérieux! […] À l'époque, il y avait le PMRC, qui prenait vraiment tout très à cœur. Alors qu'en réalité, vous essayez juste de vous créer une image. Vous essayez d’effrayer les gens exprès. » Il a aussi réfuté les rumeurs selon lesquelles les membres du groupe seraient satanistes, et ajouté qu’il trouvait néanmoins ce sujet intéressant : « Nous sommes tous sur cette planète pour apprendre et faire des expériences. »
La chanson Jihad figurant sur l’album Christ Illusion crée immédiatement une polémique au sein des familles des victimes des Attentats du 11 septembre 2001. La chanson traite de ces attentats du point de vue des terroristes. Le groupe précise bien qu’il se plaçait de leur point de vue mais n'adhérait pas pour autant à leur cause. Les autorités de la ville de Fullerton, en Californie, jugent offensantes les publicités pour cet album. Elles jugent aussi inappropriée la représentation de l'Antéchrist et de crânes, de même que le simple nom de Slayer qui serait une incitation au meurtre. Le groupe est contacté et la municipalité exige que les publicités soient retirées, ce qui est fait quelques jours plus tard.
En Inde, l’album est rappelé par EMI India après des protestations de la part de groupes religieux musulmans et catholiques quant à la nature du dessin de la pochette. La couverture, de Larry Carroll, représente un Christ aux bras amputés, borgne, debout dans une mer de sang. Le 11 octobre 2006, EMI annonce que tous les stocks ont été détruits.

## Apparitions
- Pour inaugurer son nouveau bar de pirates, Bam Margera fait venir Slayer chez lui pour Viva La Bam. Le groupe donne ensuite un concert à tous les fans de West Chester.
- Dans l'épisode Crève Hippie, Crève ! de la saison 9 de la série South Park, le titre du groupe Raining Blood est utilisé par Eric Cartman afin de disperser un festival de musique hippie.
- Dans le film Gremlins 2, le morceau Angel of Death peut être entendu lorsqu'un gremlin se transforme en araignée.
- Les morceaux Angel of Death et Expandable Youth figurent dans la bande originale du film Sex Tape.
- On peut entendre le morceau Raining Blood dans l’intro du jeu Skate sortie en 2007 dans une scène de bloc opératoire

## Membres

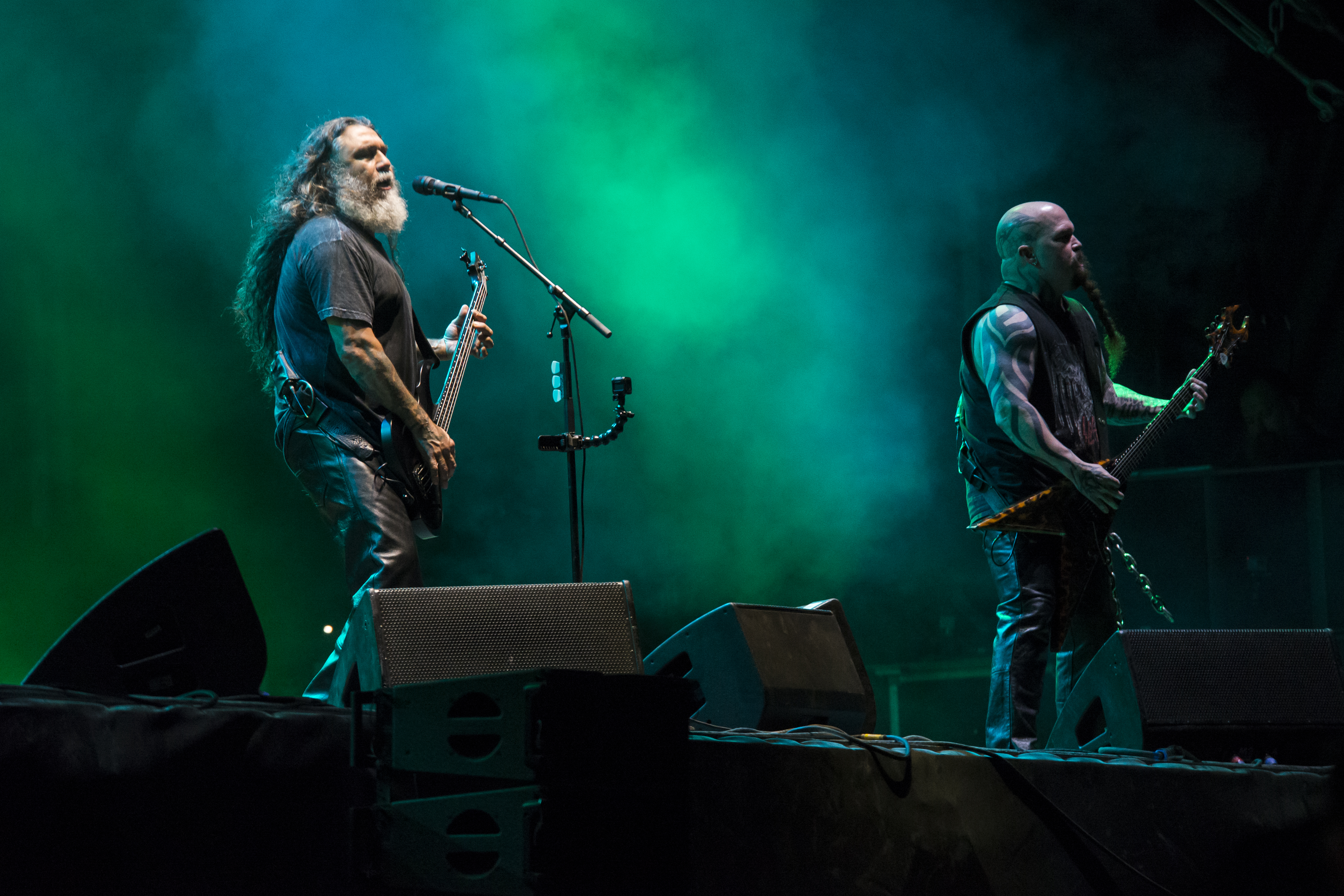
Tom Araya et Kerry King au Hellfest 2017.

### Derniers Membres
- Tom Araya – chant, guitare basse (1981-2019)
- Kerry King – guitare[103](1981-2019)
- Paul Bostaph – batterie (1992–1996, 1997–2001, 2013--2019)[104]
- Gary Holt – guitare rythmique (2011-2019)[105]

### Anciens membres
- Jeff Hanneman – guitare rythmique (1981–2011) (décédé)
- Dave Lombardo – batterie (1981–1986, 1987–1992, 2001–2013)
- Jon Dette – batterie (1996–1997)

### Membres de tournées
- Bob Gourley – batterie (1983)[106]
- Gene Hoglan – batterie (1983)
- Tony Scaglione – batterie (1986–1987)
- Pat O'Brien – guitare (2011)

## Discographie

### Albums studio
| Année | Album                | Classements[réf. nécessaire] | Classements[réf. nécessaire] | Classements[réf. nécessaire] | Classements[réf. nécessaire] | Classements[réf. nécessaire] | Label         |
| Année | Album                | Drapeau de la France         | Drapeau du Canada            | Drapeau de la Belgique       | Drapeau de la Suisse         | Drapeau des États-Unis       | Label         |
| ----- | -------------------- | ---------------------------- | ---------------------------- | ---------------------------- | ---------------------------- | ---------------------------- | ------------- |
| 1983  | Show No Mercy        | 10                           | -                            | -                            | -                            | -                            | Metal Blade   |
| 1985  | Hell Awaits          | -                            | -                            | -                            | -                            | -                            | Metal Blade   |
| 1986  | Reign in Blood       | -                            | -                            | -                            | -                            | 94                           | Def Jam       |
| 1988  | South of Heaven      | -                            | -                            | -                            | -                            | 57                           | Def Jam       |
| 1990  | Seasons in the Abyss | -                            | -                            | -                            | -                            | 40                           | American      |
| 1994  | Divine Intervention  | -                            | -                            | -                            | 15                           | 8                            | American      |
| 1998  | Diabolus in Musica   | 23                           | -                            | -                            | -                            | 31                           | American      |
| 2001  | God Hates Us All     | 25                           | 9                            | -                            | 44                           | 28                           | American      |
| 2006  | Christ Illusion      | 52                           | 50                           | 48                           | 11                           | 5                            | American      |
| 2009  | World Painted Blood  | 50                           | -                            | -                            | 14                           | 11                           | American      |
| 2015  | Repentless           | -                            | -                            | -                            | -                            | -                            | Nuclear Blast |

### Autres albums
- 1984 : Haunting the Chapel (EP)
- 1984 : Live Undead (live)
- 1991 :  Decade of Aggression (live)
- 1996 : Undisputed Attitude (album de reprises)
- 2003 : Soundtrack to the Apocalypse (coffret)
- 2006 : Eternal Pyre (EP)
- 2019 : The Repentless Killogy, Live at the Forum in Inglewood, CA (Live)

### Vidéographie
- 1985 : Combat Tour Live, The Ultimate Revenge (Venom, Slayer, Exodus) (VHS)
- 1995 : Live Intrusion (VHS)
- 2003 : War at the Warfield (DVD)
- 2004 : Still Reigning (DVD)
- 2007 : Unholy Alliance (DVD)
- 2010 : The Big Four (DVD)
- 2019 : The Repentless Killogy (BD)